# コロンビア邦人副社長誘拐事件
コロンビア邦人副社長誘拐事件（ - ほうじんふくしゃちょうゆうかいじけん）は、2001年にコロンビアで矢崎総業グループの現地法人副社長が左翼ゲリラに誘拐され、約2年9ヵ月後に遺体で見つかった事件。

## 事件発生
2001年2月22日午後5時20分ごろ、コロンビアのボゴタで矢崎総業の現地合弁企業「矢崎シーメル」の日本人副社長（当時52歳、愛知県新城市出身）が、帰宅途中、ボゴタ北部チアの路上で、警察官を装った男らに停車を命じられ、連れ去られた。
副社長は身柄を約25万ドル（約2700万円）で、中南米最大の左翼ゲリラ組織コロンビア革命軍（FARC）の第53戦線（ロマーニャ司令官）に引き渡された。その後、FARCは矢崎総業に対し、身代金2500万ドル（約27億円）を要求したとされる。
矢崎総業はアメリカ合衆国の専門会社を仲介して交渉に当たった。当初、日本政府と矢崎総業は事件を極秘にしていたが、同年3月中旬、コロンビアのエル・エスペクタドール紙が副社長の誘拐を報じたため、事件が発覚した。

## 事件の長期化
副社長の消息は4月下旬にボゴタ南部フニン付近で目撃されたのを最後に途絶え、副社長の安否や健康状態など詳しい情報が入らないまま事件は長期化した。
2002年3月、副社長の家族が地元紙に副社長の早期解放を呼び掛ける記事を掲載した。
2002年5月20日、コロンビア大統領府治安局（DAS）はボゴタ郊外で副社長の誘拐に関与した誘拐団「ロス・カルボス（禿頭）」のメンバーらを逮捕した。後の裁判で主犯格には懲役40年、共犯には16年から32年の刑が宣告された。
2002年7月、コロンビア中部の山岳地帯で発見された白骨遺体が副社長ではないかとの情報が流れ、在コロンビア日本大使館員が向かったが確認できなかった。
2003年8月、FARCに誘拐され解放されたコロンビア人男性が、地元ラジオ局のインタビューで同国南部メタ県の人質収容施設で副社長を目撃したと証言した。
同年10月30日、コロンビア軍第5師団はボゴタ北部トパイピーでFARC西方軍司令官マルコ・アウレリオ・ブエンディアを殺害した。ブエンディアは「副社長を丁重に扱え」というFARC最高幹部ホルヘ・ブリセニョ・スアレス（通称モノ・ホホイ）からの指令書を携行していた。これにより副社長の生存が確認された。

## 遺体発見
2003年11月24日午後6時半、コロンビア国軍のオスピナ統合幕僚会議議長がボゴタ北方約70キロのクンディナマルカ県サンフアンデリオセコ付近の山中で、副社長とみられる男性の遺体を発見したと発表した。遺体は戦闘服姿で、胸や脇腹に複数の銃弾の痕があった。
遺体は現場近くの劇場で国軍が検視し、手持ちの資料により副社長と確認した。25日、ボゴタの法務監察医務院で司法解剖された。指紋や歯形、DNAなどから副社長本人と確認された。同日午後9時、ボゴタで矢崎総業の関係者らが遺体と対面。副社長と確認した。死因は至近距離からカラシニコフで複数回銃撃されたことによる失血死と判明した。
コロンビア国防省によると、24日午前10時半ごろ、現場付近で国軍のパトロール部隊が展開した直後に銃声を聞き、捜索中の午後1時半ごろ、副社長の遺体を発見した。
矢崎総業は交渉の過程で身代金を支払った事実はないと表明した。
矢崎総業の関係者は27日、ボゴタのコロンビア国防省で国軍幹部らと面会。国軍は副社長を監禁していたFARCとの交戦や救出作戦の実施を否定。国軍が副社長の命にかかわる無理な作戦をしたわけではない、と説明した。専務が「大きな悲しみと深い憤りを感じている。殺害時の様子を教えてほしい」と述べたことに対し、ウリベ国防相は「コロンビア人による犯行を遺憾に思う」と話した。
コロンビアのアルバロ・ウリベ大統領は27日、ボゴタの大統領宮殿で矢崎総業の関係者らと面会し、哀悼の意を表明。自らも父親をFARCに殺害された過去を持つ大統領は「今回このような形でお会いするのはとても残念だ」と語り、副社長の家族構成を聞いた後、自らの思いを重ねて治安回復に全力を上げる考えを示した。日本国政府はコロンビア政府に副社長の殺害犯の代理処罰を要請した。
日本政府は命の危険があることから副社長の救出作戦をしないようコロンビア政府に要請しており、事件を長引かせた原因の一つになったとみられる。
遺体引き取りのためコロンビア入りした副社長の長男は、副社長をしのんでボゴタで知人らと追悼ミサを開いた。副社長の遺体は28日、コンチネンタル航空機でコロンビアを離れ、米国経由で30日夜、愛知県新城市の実家に到着した。
副社長の葬儀・告別式は12月2日に静岡県裾野市の矢崎総業本社にて行われ、同社社長が葬儀委員長を務めた。葬儀には関係者ら約1000人が参列した。

## 犯人の逮捕と死
12月6日、国軍は首都ボゴタ西方60キロのクンディナマルカ県キピレで掃討作戦を展開。副社長を誘拐・監禁していたFARC第22戦線所属の兵士2人を拘束した。2人は副社長の殺害直前まで副社長の監視役を務めており、国軍部隊が接近してきたためキャンプから逃げたが、司令官が副社長の殺害を命じたと証言した。拘束された2人は副社長の殺害には関与しておらず、2人が逃げた直後に銃声が聞こえたという。
拘束された2人によると、副社長は監禁中も取り乱すことはなく、拷問や虐待も受けていなかった。ゲリラの兵士に冗談を言い、マッサージをしたり、羊の毛で編み物を作りプレゼントすることもあった。
監禁当初は食事も豊富に与えられ、ふっくらとしていたが、国軍の掃討作戦強化で殺害の2ヵ月ほど前から食料の調達が困難になり、1週間前からは1日1食に減らされ、わずかな米と塩が与えられるだけだった。
殺害当日の朝、副社長が涙を流しているのを目撃したという。空腹で精神状態が不安定だった可能性がある。
拘束された兵士の供述によると、「国軍が接近した場合は人質を射殺するよう命じられていた」という。国軍は、掃討作戦で追い詰められたゲリラが副社長を射殺したものと判断した。
12月15日、DASはボゴタ郊外で副社長の殺害に関与したとみられるFARC第22戦線の指揮官ウィルメル・アントニオ・マリン・カノを逮捕した。カノは同年2月にボゴタ市内で発生した高級ナイトクラブ爆破事件に関与した疑いが持たれていた。同26日、コロンビア検察庁はカノを誘拐と殺人で起訴した。
2004年1月9日、国軍はボゴタ北西80キロのクンディナマルカ県ビジェタで掃討作戦を展開。副社長の殺害を実行したとみられるFARC第22戦線の兵士「通称・ヘレミアス」を銃撃戦の末に射殺した。国軍は同日の作戦で拘束した別の兵士2人の供述から、ヘレミアスが副社長を殺害したと判断した。
2005年5月2日、DASはボゴタ郊外で副社長の誘拐に関与したとみられる3容疑者を逮捕した。
2006年8月31日、コロンビア検察庁は副社長の誘拐を計画したとして、FARC最高幹部マヌエル・マルランダを起訴した。検察当局は誘拐がFARCによる計画的犯行だったと断定した。
2009年3月2日、コロンビア国軍は副社長の誘拐・殺害に関与したとみられるFARC幹部を逮捕した。

## FARCの反応
2015年10月と2016年9月、FARC幹部が朝日新聞社の単独取材に応じ、FARCナンバー3のホアキン・ゴメスは「私自身は日本人の誘拐に関与したことはない。和平が実現すれば、（副社長の誘拐殺害事件が）内戦中の犯罪行為について調べる真相究明委員会の調査対象になるだろう」と述べた。また、FARCナンバー2のイバン・マルケスは「殺害行為は起きてはいけない残念なことだった。許されることではない」と事件を非難した。

## 類似事件
コロンビアでは誘拐事件が多発しており、2005年に中華人民共和国に抜かれるまで世界で最も誘拐の多い国であった。2000年は外国人22人を含む3706人が誘拐された。1996年から2004年までの8年間に副社長を含む外国人324人が誘拐された。日本人は副社長を含む少なくとも7人が誘拐されている。
- 1991年8月27日、アンティオキア県の水力発電所でメンテナンスのため滞在していた東芝の日本人技術者2人が誘拐され、同年12月16日解放。
- 1992年1月31日、プトゥマヨ県モコアでコロンビア国籍の日本人電気工事会社社長が誘拐され、同年2月22日解放。
- 1994年9月24日、カサナレ県で日本人農場主が誘拐され、同年11月12日解放。
- 1998年9月22日、ボゴタ南西部パスカで元山梨県議が誘拐され、1999年2月25日解放。
- 2001年8月31日、クンディナマルカ県で元山梨県議が再び誘拐され、同年10月18日解放。
- 2010年3月23日、バジェ・デル・カウカ県で永住日本人が誘拐され、同年8月15日、コロンビア治安部隊により救出。

コロンビアでは2002年に2882件発生していた誘拐事件が、当局による取り締まりの強化や誘拐対策法（身代金の支払いを禁止する法律）により2010年は282件に激減した。

## 関連
- イラク日本人人質事件
- イラク日本人青年殺害事件
- アフガニスタン日本人拉致事件
- ISILによる日本人拘束事件